# 姜光華
姜光華（1965年7月—），中華民國空軍退役中將，曾任空軍司令部中將副司令，空軍司令部中將政戰主任，空軍教育訓練暨準則發展指揮部中將指揮官、空軍作戰指揮部中將副指揮官、空軍司令部少將副參謀長、空軍司令部少將戰訓處處長、空軍401聯隊少將聯隊長、國防部長辦公室少將參謀主任等職務。空軍官校76年班，2014年7月1日晉升少將，2020年7月1日晉升中將。
2020年6月，基於空防責任日益重要，新增空軍作戰指揮部其中一席副指揮官，由少將晉升至中將，即是指揮官與其中一席副指揮官同為中將編制，強化空防指揮能力。首任中將副指揮官由姜光華少將佔缺出任，並於7月晉升空軍中將。

## 備註
1. ↑  同期畢業將領有參謀本部副參謀總長執行官黃志偉、空軍副司令曹進平（已退）、情報局長楊靜瑟（已退）、魯非凡（已退）、唐洪安（已退）等